# Dipsocoridae
Die Dipsocoridae sind eine Familie der Wanzen (Heteroptera) innerhalb der Teilordnung Dipsocoromorpha. Es sind ca. 51 Arten bekannt. In Europa kommen 8 Arten vor, davon auch drei in Mitteleuropa.

## Merkmale
Die Tiere werden 2 bis 3 Millimeter lang und haben einen eher abgeflachten, langgestreckten, düster braun gefärbten Körper, der frei lebenden Cimicoidea ähnlich sieht. Die Vorderflügel haben manchmal einen grauen Schimmer.
Der kegelförmige Kopf ist nach vorne gerichtet und leicht nach unten geneigt. Das viergliedrige Labium ist dick und reicht nicht über die Hüften (Coxen) der Vorderbeine hinaus. Das erste Glied ist gut entwickelt, die anderen Glieder sind ungefähr gleich lang. Das Pronotum hat keinen deutlich erkennbaren Kragen. Das Proepisternum ist zurückgebildet, das Gelenk der Hüften der Vorderbeine liegt frei. Das Schildchen (Scutellum) ist groß. Bei den Wanzen ist Flügeldimorphismus ausgebildet. Es gibt makroptere (voll geflügelte) Individuen und mäßig brachyptere, deren Flügel zurückgebildet sind. Die Vorderflügel sind tegminal; ihre Membrane ist nur durch das Fehlen von Flügeladern charakterisiert und nicht wie bei den meisten Wanzen sonst üblich gut sichtbar in Corium und Membrane unterteilt. In der Regel ist die Costalader so tief eingekerbt, dass die Kerbe die fast die Medialader erreicht. Bei makropteren Tieren sind immer Punktaugen (Ocelli) ausgebildet. Bei den Fühlern sind die ersten beiden Glieder kurz und dick, die anderen beiden sind fadenförmig und tragen feine, lange Haare. Die Nymphen tragen zwischen dem dritten bis siebten Tergum des Hinterleibs eine Duftdrüsenöffnung. Die Duftdrüsen an den Metapleuren haben wie auch bei den Stemmocryptidae ein Verdunstungsorgan. Die Beine sind verhältnismäßig dick. Die Tarsen haben die Formel 3:3:3, 2:2:3 oder 2:2:2. Bei den Imagines haben die Prätarsen ein einzelnes Parempodium. Die Zahl der Stigmen am Hinterleib ist reduziert. Es gibt Arten, bei denen am dritten bis achten, vierten bis achten oder vierten bis siebten Hinterleibssegment Stigmen ausgebildet sind. Die Bauchseite des Hinterleibs ist dicht beflaumt. Bei den Männchen sind der Hinterleib und die Genitalien stark asymmetrisch. Der Hinterleib ist anders als bei den übrigen Familien der Dipsocoromorpha nach links gerichtet. Im Extremfall können alle bis auf das erste Hinterleibssegment von der Asymmetrie betroffen sein. Bei den Weibchen ist der membranöse Ovipositor zurückgebildet.
Die Duftdrüsenöffnungen mit Verdunstungsorgan am Metathorax und die Asymmetrie der männlichen Genitalien sind Autapomorphien der Familie, wenngleich ersteres Merkmal auch bei Stemmocryptidae den auftritt.

## Vorkommen
Die Familie ist weltweit verbreitet, fehlt aber auf Neuseeland. Die Tiere besiedeln feuchte Bereiche in Schotter-Sandbänken klarer Flüsse und selten auch Seen. Dort leben sie unter Steinen. Die Arten der Gattung Cryptostemma besiedeln dabei Lebensräume, die regelmäßig überflutet werden. Die Wanzen überleben diese für lange Zeit, entweder durch ihre Plastronatmung, oder geschützt in einer Luftblase.

## Lebensweise
Die Tiere ernähren sich als unspezifische Räuber von kleinen Gliederfüßern. Man hat sie aber auch beim Fressen an Aas dieser Tiere beobachtet. Werden sie gestört reagieren sie umgehend mit Flucht und versuchen sich in den Boden einzugraben, oder Hüpfen gemeinsam auf und fliegen davon. Sie sind flinke Läufer.

## Taxonomie und Systematik
Der Name Dipsocoridae Dohrn, 1859 basiert eigentlich auf dem früheren Synonym Dipsocoris Haliday und wurde später durch den Namen Cryptostemmatidae McAtee & Malloch, 1925 ersetzt. Dennoch ist der ursprüngliche Name auf Grund seiner Bekanntheit in den entsprechenden Kreisen weiterhin akzeptiert und wird entsprechend verwendet.
Die Familie umfasste nach der Definition von Reuter (1891) auch die Ceratocombidae und die Schizopteridae, die letztendlich durch ihn 1910 als eigenständige Familien ausgegliedert wurden.
Der Familie werden nach Schuh & Slater zwei Gattungen und drei Untergattungen zugerechnet, nach anderer Ansicht sind es fünf Gattungen. Schuh & Slater nennt folgende Gattungen:
- Cryptostemma Herrich-Schäffer, 1835 (weltweit)
- Pachycoleus Fieber, 1860 (Paläarktis, Neotropis)

In Europa treten folgende Arten auf:
- Alpagut castaneovitreus (Linnavuori, 1951) (bzw. Cryptostemma castaneovitreus)
- Alpagut medius (Rey, 1888) (bzw. Cryptostemma medius)
- Cryptostemma alienum Herrich-Schäffer, 1835
- Cryptostemma carpaticum Josifov, 1967
- Cryptostemma remanei Josifov, 1964
- Cryptostemma roubali Josifov, 1967
- Pachycoleus pusillimum (J. Sahlberg, 1870)
- Pachycoleus waltli Fieber, 1860

## Belege